# Kanō Tsunenobu

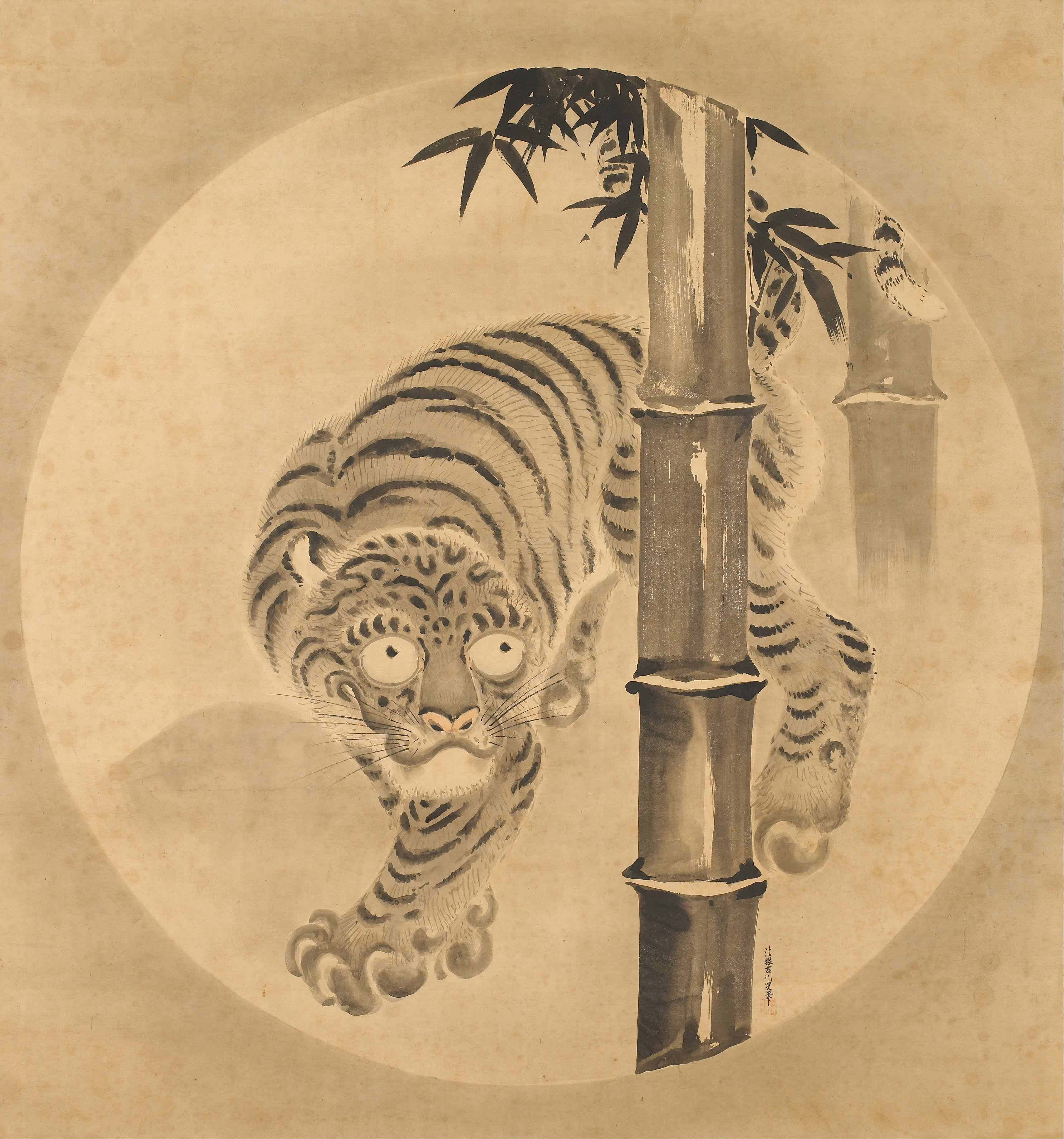
Tsunenobu: Tiger hinter Bambus

Kanō Tsunenobu (japanisch 狩野 常信, Künstlernamen: Yōboku (養朴), Seihakusai (青白斎), Kosensō (古川叟), Kōkansai (耕寛斎), Rufname: Ukon (右近); geb. 18. April 1636, in Edo; gest. 21. Februar 1713) war ein japanischer Maler der Kanō-Schule der frühen Edo-Zeit und zweites Oberhaupt des Kobikichō-Zweiges.

## Leben und Werk
Tsunenobu war der älteste Sohn von Kanō Naonobu und übernahm nach dem Tode seines Vaters 1650 die Leitung des Kobikichō-Zweiges der Kanō-Schule. Er beteiligte sich an der Ausschmückung des Kaiserpalastes in Kyōto mit Stellschirmen und Wandmalereien (障壁画, Shōheki-ga) in der Jōō (1652–1654)-, der Kambun (1661–1672)- und in der Empō-Zeit (1673–1680). Als dann Baumaßnahmen in der Hōei-Zeit (1704–1710) ausgeführt wurden, wurde er mit der Ausführung der Schiebtür-Malereien (襖絵, Fusuma-e) mit dem Thema „Wichtige und Weise“ (拳聖, Kensei) betraut.
1704 erhielt Tsunenobu den Ehrentitel „Hōgen“ und 1709 den Titel Hōin. Seine Skizzen berühmter Gemälde, bekannt als „Tsunenobu shukuzu“ (常信縮図), sind – zusammen mit ähnlichen Skizzen von Kanō Tan’yū – eine wertvolle Quelle für das Studium der japanischen Kunst. – Tsunenobu starb im Alter von 77 Jahren und wurde auf dem Hommon-ji in Ikegami am Rande von Edo begraben.
Tsunenobus bekanntestes Werk ist der Stellschirm mit dem Titel „Phönix und Paulownien“ (桐鳳凰図, Kiri hōō-zu), heute im Besitz der Tōkyō Geijutsu Daigaku.

## Bilder

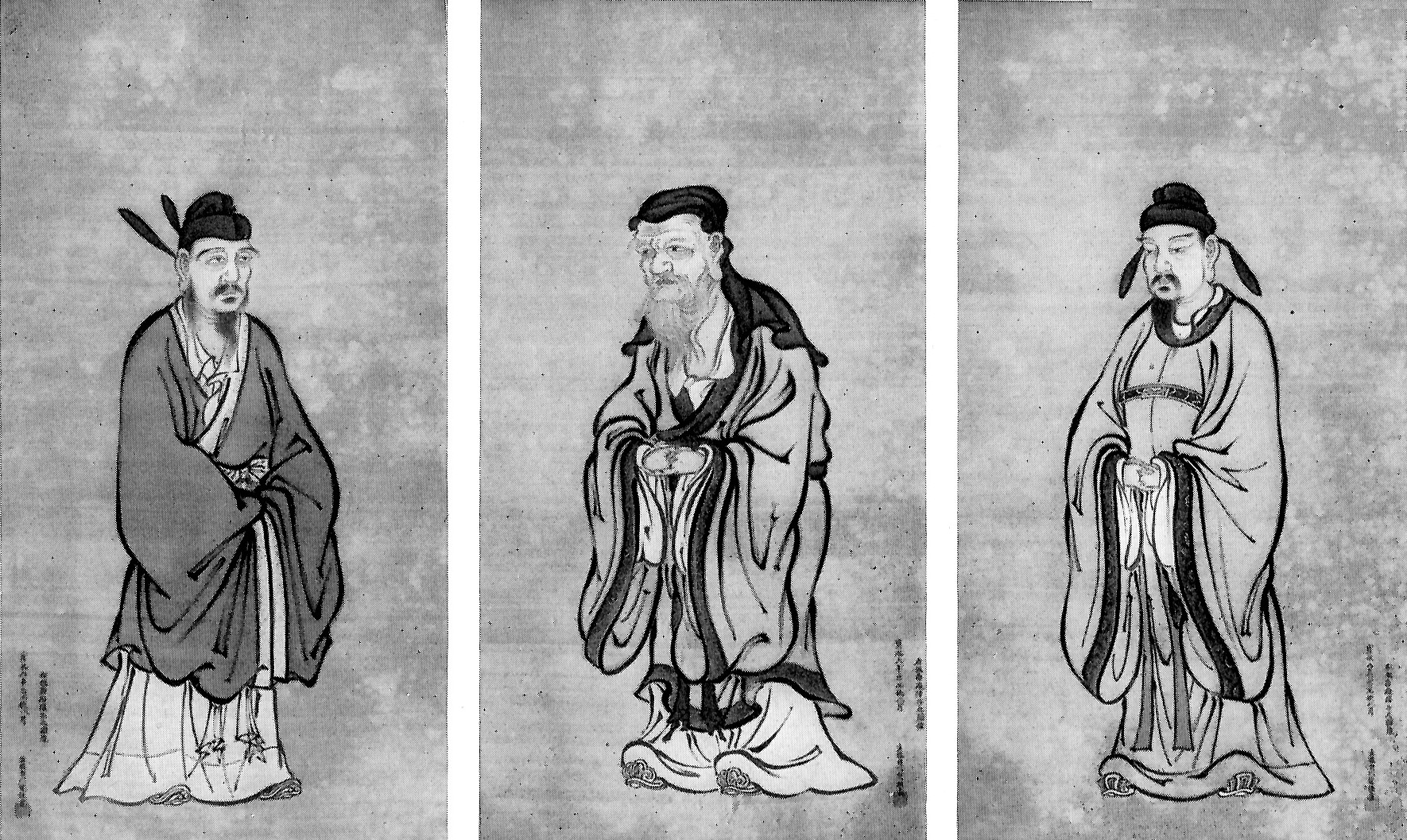
Drei Weise[A 2]
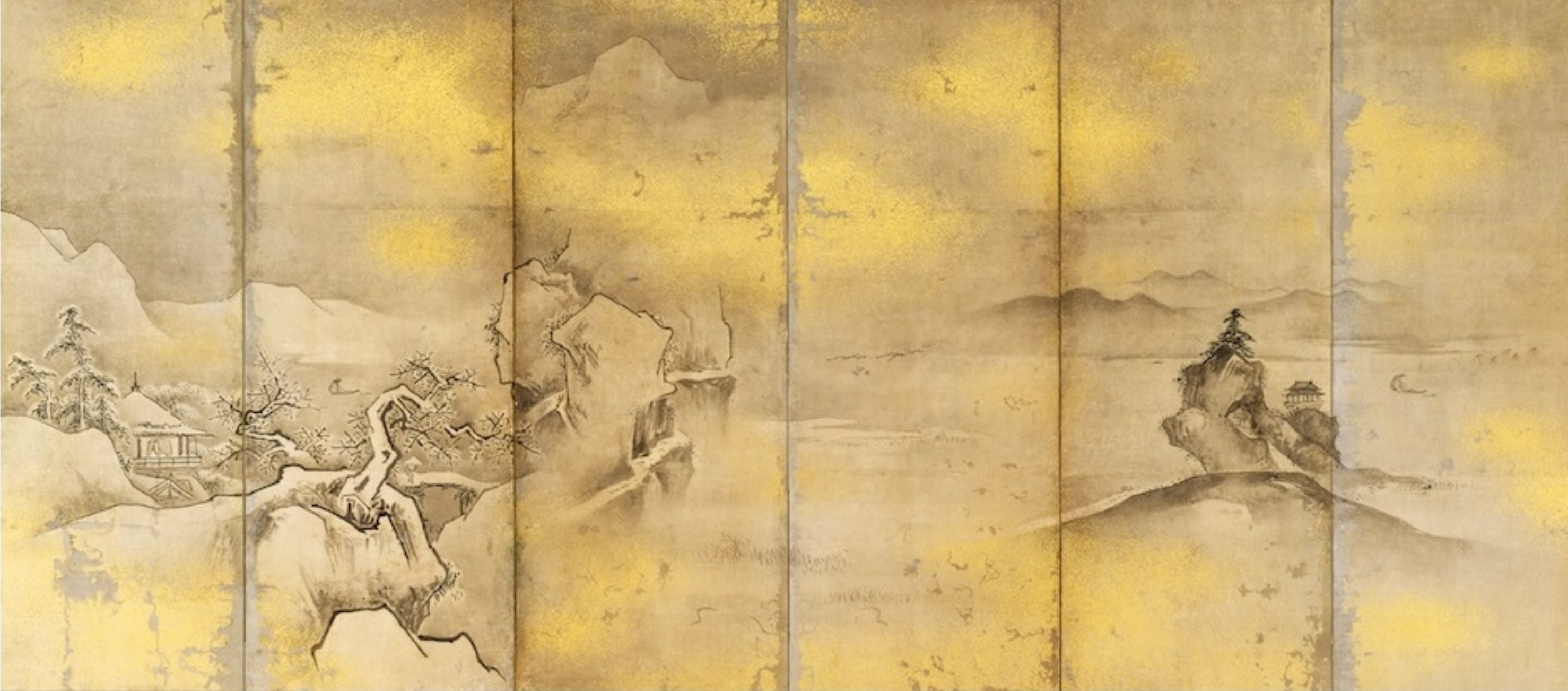
Herbst und Winter
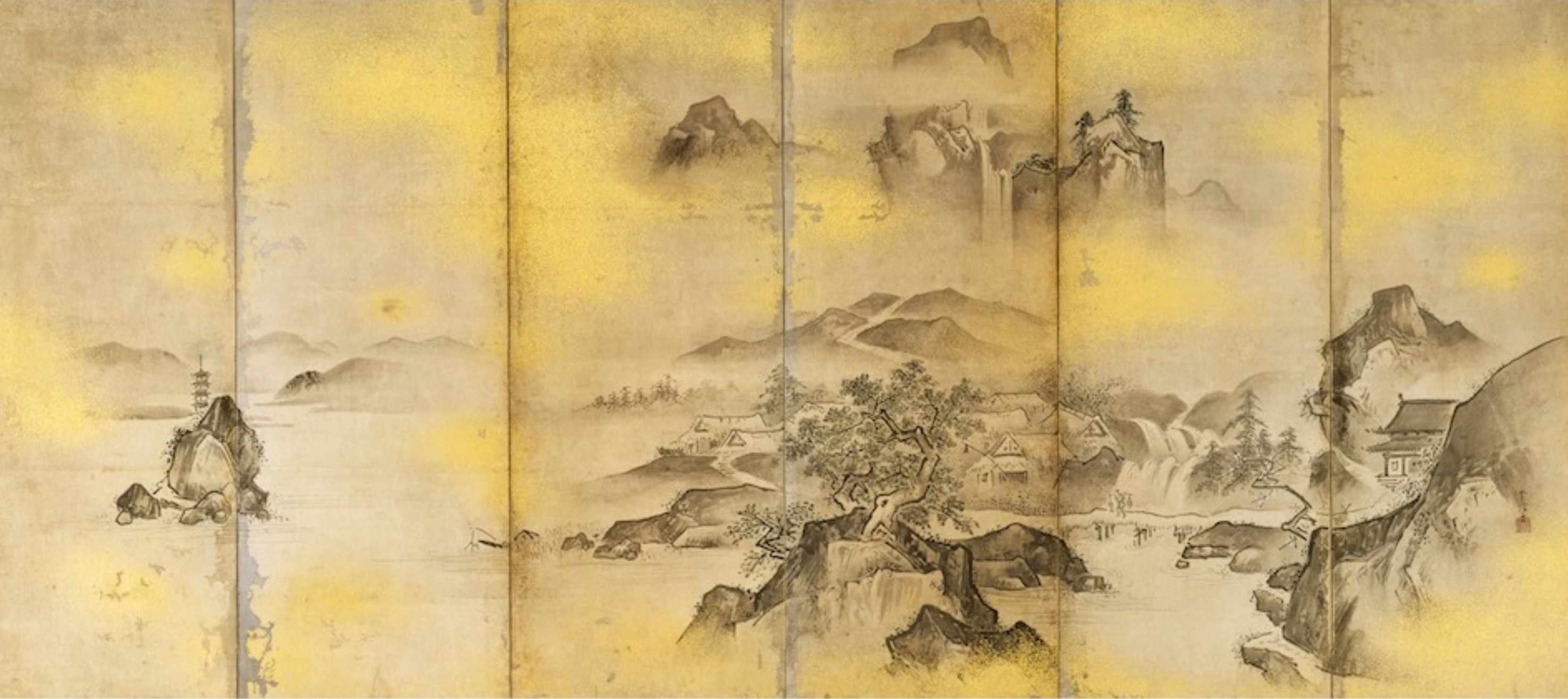
Frühling und Sommer